# Lobelia grandifolia
Lobelia grandifolia là loài thực vật có hoa trong họ Hoa chuông. Loài này được Britton mô tả khoa học đầu tiên năm 1910.